# 록 라모라의 우아한 계략
《록 라모라의 우아한 계략》(영어: The Lies of Locke Lamora)은 스콧 린치의 2006년 장편 판타지 소설로, '젠틀맨 바스타드' 시리즈의 첫 번째 작품이다. 중세 베네치아를 바탕으로 한 가상의 도시 '카모르'를 배경으로 천재 사기꾼 '록 라모라'와 그가 거느리는 사기꾼 집단 '젠틀맨 바스타드'가 도시를 위협하는 음모와 대결을 벌인다. 대한민국에는 디앤씨미디어에서 강수은 번역으로 출간되었다.